# وتورایا پیاتیلتکا (قزاقستان)
وتورایا پیاتیلتکا (به قزاقی: Vtoraya Pyatiletka) یک منطقهٔ مسکونی در قزاقستان است که در استان آلماتی واقع شده‌است.